# Susan Stroman
Susan Stroman (Wilmington, 17 ottobre 1954) è una regista, coreografa e attrice statunitense, attiva soprattutto per il teatro.

## Biografia
Nata nel Delaware, ha iniziato a suonare il pianoforte e a studiare danza da piccola. Nel 1976 si è trasferita a New York, per lavorare nel mondo dello spettacolo. Nel 1979 ha debuttato a Broadway come membro di un ensemble. Nel 1980 è stata aiuto regista, assistente coreografa e ballerina per lo spettacolo Musical Chairs. Dopo uno spettacolo del 1987 viene assunta da Hal Prince, che la assume per lavorare alla realizzazione di Don Giovanni. Nel corso degli anni '90 conosce il suo periodo di maggiore successo in teatro vincendo due Tony Award (1992 e 1995) per la migliore coreografia (Crazy for You e Show Boat) e altri premi. Per Crazy for You ha cominciato a lavorare con il suo futuro marito Mike Ockrent, che sposa nel 1996 e col quale porterà avanti altre collaborazioni fino alla morte di quest'ultimo avvenuta nel 1999. Nel 1998 ha preso parte come coreografa al film C'è posta per te. Nel 2000 e nuovamente nel 2001 vince il Tony Award (nel 2001 sia come coreografa che come regista per The Producers).
Nel 2005 dirige il film The Producers - Una gaia commedia neonazista, scritto da Mel Brooks, pellicola che ha ricevuto quattro candidature ai Golden Globe 2006.
Il 31 dicembre 2014 cura la regia di The Merry Widow (Vedova Allegra) con Andrew Davis, Renée Fleming, Nathan Gunn, Kelli O'Hara, Alek Shrader, Thomas Allen e Carson Elrod debuttando al Metropolitan Opera House di New York.

## Teatro

### Coreografa
- Flora the Red Menace, musical, regia di Scott Ellis (1987)
- Don Giovanni, di Wolfgang Amadeus Mozart (1989)
- A Little Night Music, musical (1990)
- And the World Goes 'Round, musical, regia di Scott Ellis (1991)
- Liza Minnelli – Stepping Out at Radio City (1992)
- 10 in the Shade, musical, regia di Scott Ellis (1992)
- Crazy for You, musical, regia di Mike Ockrent (1992)
- Show Boat, musical, regia di Harold Prince (1994)
- Picnic, di William Inge, regia di Scott Ellis (1994)
- A Christmas Carol, musical, regia di Mike Ockrent (1994)
- Big The Musical, regia di Mike Ockrent (1996)
- Steel Pier, musical, regia di Scott Ellis (1997)
- Oklahoma!, musical, regia di Trevor Nunn (1998)
- Dedication or The Stuff of Dreams, di Terrence McNally, regia di Michael Morris (2005)

### Regista e coreografa
- Contact, musical (1999)
- The Music Man, musical (2000)
- The Producers, musical (2001)
- Thou Shalt Not, musical (2001)
- The Frogs, musical (2004)
- Frankenstein Junior, musical (2007)
- Happiness, musical (2009)
- The Scottsboro Boys, musical (2010)
- Paradise Found, musical, co-regia di Harold Prince (2010)
- Big Fish, musical (2013)
- Pallottole su Broadway, musical (2014)
- Little Dancer, musical (2014)
- The Last Two People on Earth: An Apocalyptic Vaudeville (2015)
- Prince of Broadway, musical (2015)
- Dot, di Colman Domingo (2015)
- The Beast in the Jungle, musical (2018)
- Marie, Dancing Still – A New Musical (2019)

## Filmografia

### Regista
- The Producers - Una gaia commedia neonazista (The Producers) (2005)
- Franz Lehár: The Merry Widow (Vedova Allegra) - Andrew Davis/Renée Fleming/Nathan Gunn/Kelli O'Hara/Alek Shrader/Thomas Allen/Carson Elrod/Metropolitan Opera, 2015 Decca DVD e Blu-ray Disc

## Riconoscimenti
- Tony Award
  - 1992 – Miglior coreografia per Crazy for You
  - 1995 – Miglior coreografia per Show Boat
  - 2000 – Miglior coreografia per Contact
  - 2001 – Miglior regia di un musical per The Producers
  - 2001 – Miglior coreografia per The Producers
  - 2022 – Candidatura per la miglior coreografia per New York, New York
- Outer Critics Circle Award
  - 1991 – Miglior coreografia per And the World Goes 'Round
  - 1992 – Miglior coreografia per Crazy for You
  - 1995 – Miglior coreografia per A Christmas Carol
  - 2000 – Miglior regista di un musical per Contact e The Music Man
  - 2000 – Miglior coreografia per Contact e The Music Man
  - 2001 – Miglior regista di un musical per The Producers
  - 2001 – Miglior coreografia per The Producers
  - 2002 – Miglior coreografia per Oklahoma!
- Drama Desk Award
  - 1992 – Miglior coreografia per Crazy for You
  - 2000 – Miglior coreografia per Contact
  - 2001 – Miglior regista di un musical per The Producers
  - 2001 – Miglior coreografia per The Producers
  - 2002 – Miglior coreografia per Oklahoma!
- Premio Laurence Olivier
  - 1993 – Miglior coreografo teatrale per Crazy for You
  - 1999 – Miglior coreografo teatrale per Oklahoma!
- Astaire Award
  - 2011 – Miglior coreografo in uno spettacolo di Broadway per The Scottsboro Boys
- Drama League Award
  - 2011 – Miglior regia